# M2 모터웨이
M2 모터웨이는 영국 켄트주에 위치한 25.7 마일 (41.4 km)의 고속도로이다. 켄트 주 서쪽의 숀에서 동쪽의 보턴언더블린 사이를 잇는다. A2 도로의 메드웨이타운스와 시팅본, 페이버섐구간을 빠르게 잇는 역할을 한다. 잉글랜드에서 유일하게 다른 고속도로와 연결 구간이 없는 고속도로이다.
M2 모터웨이는 1963년 5월 29일에 현재 2~5번 나들목 구간이 1차 구간으로 개통하였고, 이후 나머지 구간(1~2번, 5~7번 나들목)은 1965년에 전면 개통하였다. 향후 구간을 런던에서부터 채널항까지 확장할 계획이 있으나, 교통 수요의 부족으로 구체화하지 않았다.
M2 모터웨이는 런던 동부의 A2 도로의 분기에서 시작되며, 켄트주 램스게이트의 A299 도로에서 끝난다. 전 구간이 편도 4차선 이상으로 되어 있다.

## 사진첩

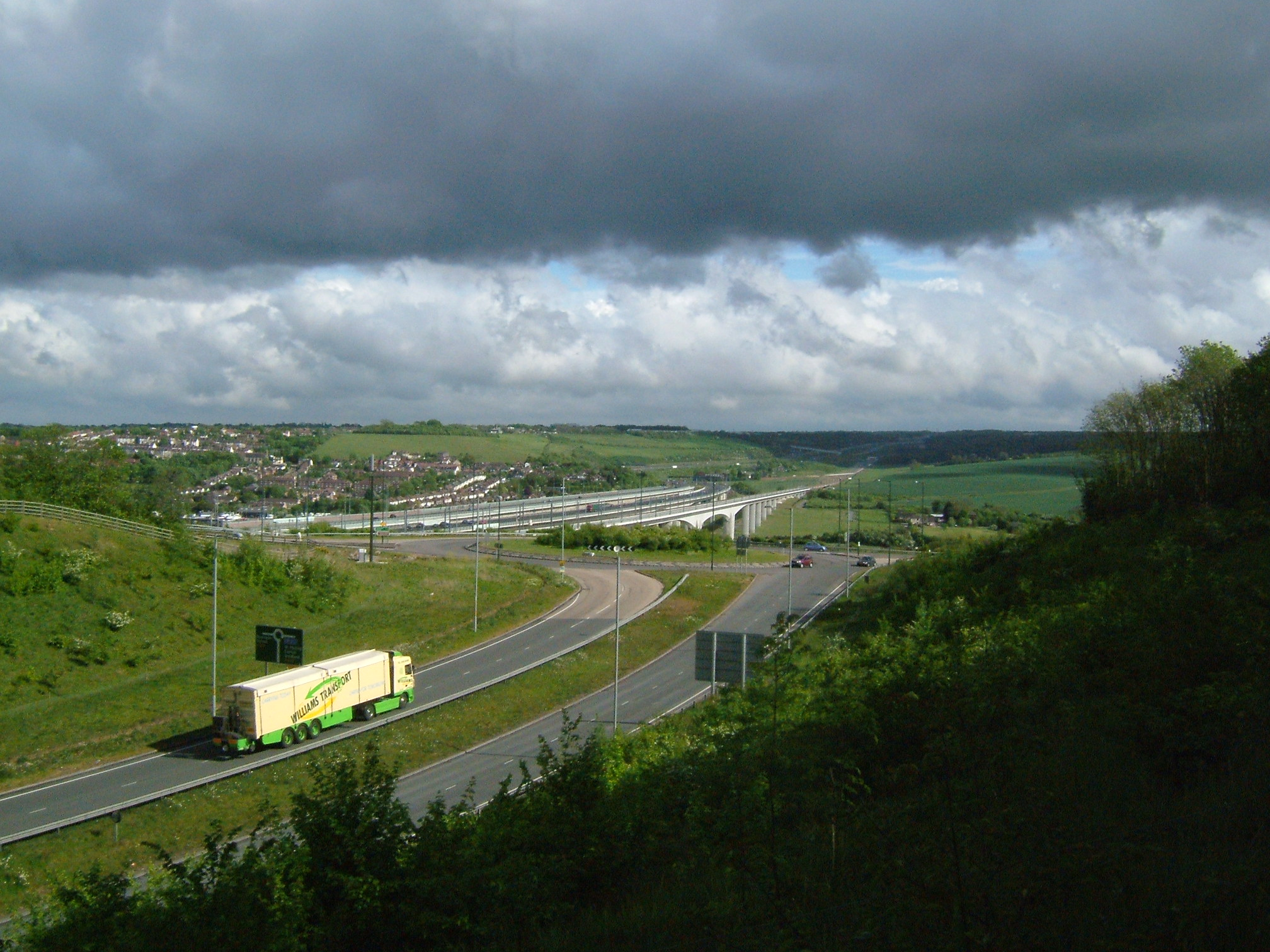
M2의 2번 나들목. A228 도로와 교차하며, 회전 교차로 형태로 되어 있다.
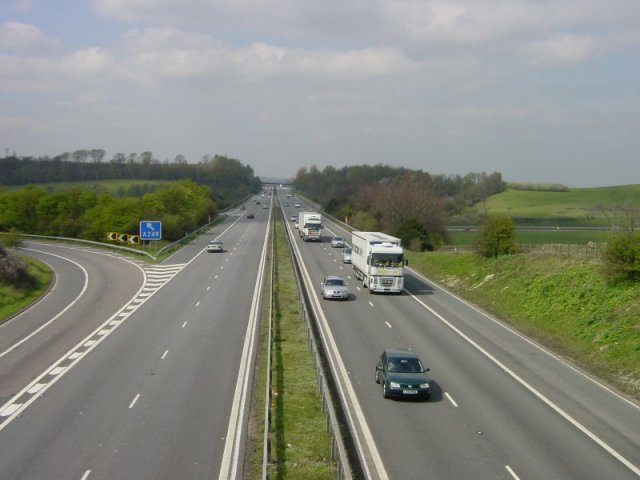
M2의 5번 나들목.
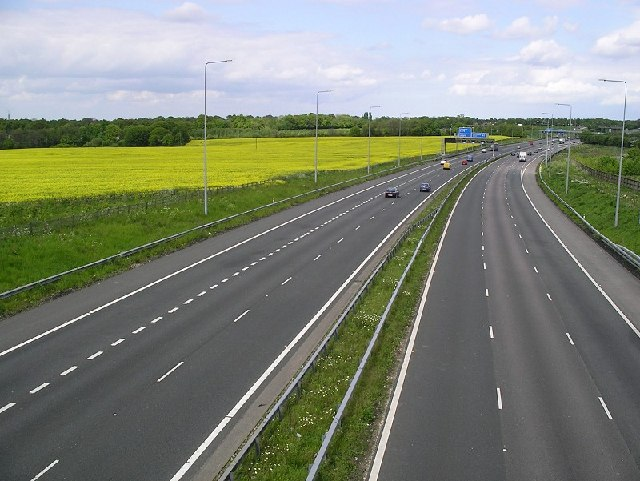
4번 나들목 인근의 편도 6차선으로 확장된 구간.

## 같이 보기
- 모터웨이